# قصه سر آمد
انتهی المشوار نام یکی از آلبوم‌های کاظم الساهر، خواننده، شاعر و آهنگساز عراقی است. این آلبوم که مشتمل بر ۱۲ آهنگ می‌باشد در ۱ نوامبر سال ۲۰۰۵ میلادی و توسط شرکت عربستانی روتانا منتشر شد.

## آهنگ‌ها
| #  | آهنگ            | زمان |
| -- | --------------- | ---- |
| ۱  | "البنية "       | ۳:۰۵ |
| ۲  | "الأولى بحياتي" | ۴:۴۷ |
| ۳  | "جيتك أمشي"     | ۴:۳۶ |
| ۴  | "إرجع حبيبي"    | ۴:۱۲ |
| ۵  | "هارب"          | ۳:۳۲ |
| ۶  | "إنتهى المشوار" | ۸:۴۷ |
| ۷  | "صغير"          | ۳:۳۴ |
| ۸  | "ماشي بشارع"    | ۳:۲۴ |
| ۹  | "لك أيامي"      | ۴:۴۶ |
| ۱۰ | "تتبغدد علينا"  | ۳:۰۷ |
| ۱۱ | "و إني أحبك"    | ۸:۲۶ |
| ۱۲ | "تحركي"         | ۵:۵۰ |